# Observatório Municipal de Americana
O Observatório Municipal de Americana (OMA), é um observatório astronômico localizado no município paulista de Americana. Administrado pela prefeitura do município através da Secretaria de Educação, o observatório foi idealisado pelos astrônomos Nelson Travnik, Guilherme Grassmann e Jean Nicolini e fundado em 4 de agosto de 1985, sendo o segundo observatório do gênero no Brasil. Equipado com a segunda maior luneta do estado de São Paulo, tem como objetivo principal garantir o acesso da população a observação astronômica, e a propagação do conhecimento científico. Realiza, quando solicitado, observatórios pedagógicos nas escolas de Americana e região, e também promove intercâmbios com entidades congêneres nacionais e internacionais, realizando trabalhos científicos sobre todos os fenômenos importantes para a astronomia.

## Localização
O observatório está localizado numa área privilegiada, dentro do Complexo Ecológico do município, o que facilita os trabalhos de conscientização ambiental como forma de sustentação da vida no planeta Terra. Está a 545 metros acima do nível do mar, nas coordenadas geográficas a latitude 22°45'26" S e longitude 47°21'11" W.

## Equipamentos
- Luneta objetiva Couder França - 180 mm de diâmetro e 2.230mm de distância focal.
- Telescópio fotográfico Zeiss/Tessar - 140mm de diâmetro
- Telescópio refletor newtoniamo - 180mm de diâmetro